# Ричардсон, Дороти
Дороти Миллер Ри́чардсон (англ. Dorothy Miller Richardson; 17 мая 1873 — 17 июня 1957) — британская писательница и журналистка. Автор цикла Пилигримаж, состоящего из 13 романов; одна из ранних романистов-модернистов, использовавшая поток сознания в качестве повествования. Автор также подчеркивает в цикле романов под общим названием «Паломничество» (The Pilgrimage, 1915—1938) важность и отрешенность природы женских испытаний.

## Биография
Ричардсон родилась в Абингдон в 1873 году. В 1880 году семья переехала в Уэртинг (Западный Суссекс), а в 1883 году — в район Лондона Путни. Из-за финансовых сложностей у отца она в 17 лет начала работать гувернанткой и учителем, окончив пансион для девушек в Германии. В 1895 году Ричардсон оставила поприще гувернантки ради заботы о её сражённой депрессией матери. Однако та совершила самоубийство в этом же году. Отец романистки стал банкротом в конце 1893 года.
Вскоре после этого Ричардсон переехала в Блумсбери (Лондон) и устроилась на работу регистратором-секретарём в стоматологии на Харли-стрит. Находясь в Блумсбери с конца 1890-х до начала XX века Ричардсон сотрудничала с писателями и революционерами, включая Группу Блумсбери. С Гербертом Уэллсом (1886—1946) они были друзьями. В 1907 году у них даже был короткий роман, который закончился беременностью Ричардсон, а затем — выкидышем. Первая статья Ричардсон была напечатана в 1902 году, а карьера писателя в качестве внештатного журналиста началась в 1906 году с периодической публикации статей на различные темы, критические обзоры, короткие рассказы и поэмы, а также переводы с немецкого и французского языков. В это время её заинтересовали квакеры — Ричардсон даже опубликовала две книги, посвященные им в 1914 году.
В 1915 году писательница опубликовала свой первый роман Остроконечные крыши, впервые использовав приём потока сознания, когда-либо опубликованный в Англии. В 1917 году вышла замуж за иллюстратора Алана Одла (1888—1948) — богемной фигуре до мозга костей, причём моложе её самой на 15 лет. На протяжении с 1917 по 1939 годы пара зимой проживала в Корнуолле, а летом — в Лондоне. После этого супруги остались в Корнуолле — до смерти Одла в 1948 году. Долгие годы Ричардсон зарабатывала на жизнь писательским трудом. В 1954 году она переехала в один из домов престарелых в пригород Лондона Бекенгем, где и умерла в 1957 году.